# Старое Несытово
Старое Несытово — деревня в городском округе Шаховская Московской области России.

## Население
| 1859 | 1926 | 2002 | 2006 | 2010 |
| ---- | ---- | ---- | ---- | ---- |
| 270  | ↗414 | ↘25  | ↗39  | ↘29  |

По данным Всероссийской переписи 2010 года численность постоянного населения составила 29 человек (16 мужчин, 13 женщины).

## География
Расположена у границы Московской и Тверской областей, примерно в 20 км к северо-северо-западу от районного центра — посёлка городского типа Шаховская, на берегах реки Руссы, впадающей в Лобь.
Соседние населённые пункты — село Ивашково, деревни Дулепово, Орешки и Новое Несытово.
В деревне имеется остановка автобуса №33.

## Исторические сведения
В 1769 году Несытово — деревня Издетелемского стана Волоколамского уезда Московской губернии, принадлежавшая вдове, полковнице Федосье Семеновне, фамилия не сохранилась, и капитану, поручику Егору Федоровичу Ватковскому. В деревне 42 двора и 191 душа.
В середине XIX века сельцо относилось ко 2-му стану Волоколамского уезда и принадлежало Борзовой, Ворженевской и Микулаевой. В сельце было 48 дворов, крестьян 54 души мужского пола и 62 души женского.
В «Списке населённых мест» 1862 года Несытово старое — владельческая деревня 2-го стана Волоколамского уезда Московской губернии на Зубцовском тракте (из села Ярополча), в 44 верстах от уездного города, при безымянном ручье, с 38 дворами и 270 жителями (137 мужчин, 133 женщины).
По данным на 1890 год деревня Старо-Несытово входила в состав Плосковской волости, число душ мужского пола составляло 132 человека.
В 1913 году — 60 дворов, показана также усадьба А. Д. Петрова.
В материалах Всесоюзной переписи населения 1926 года указаны деревни «Несытово ст.—Николаев» и «Несытово ст.—Патотино». Обе относились к Острожскому сельсовету Раменской волости, в первой проживало 292 человека (152 мужчины, 140 женщин), насчитывалось 60 хозяйств (55 крестьянских), в другой проживало 122 человека (61 мужчина и 61 женщина), велось 23 крестьянских хозяйства.
С 1929 года — населённый пункт в составе Шаховского района Московской области.
1994—2006 гг. — деревня Ивашковского сельского округа.
2006—2015 гг. — деревня сельского поселения Раменское.
2015 — н. в. — деревня городского округа Шаховская.
В деревне родился Герой Советского Союза Андрей Харитонов.